# Gruta do Alto do Morais
A Gruta do Alto do Morais também denominada Algar do Alto do Morais é uma gruta portuguesa localizada na ilha do Pico, arquipélago dos Açores.